# Amalia Hernández
Amalia Hernández Navarro (Ciudad de México, 19 de septiembre de 1917-Ciudad de México, 5 de noviembre de 2000), artísticamente conocida como Amalia Hernández, fue una bailarina y coreógrafa mexicana, fundadora, en 1952, del Ballet Folclórico de México, que lleva su nombre y que es emblemático del arte dancístico folclórico de este país. Participó en la fundación del Ballet Nacional y promovió la creación del Ballet Moderno de México. Fue laureada con el Premio Nacional de las Artes en 1992, en la rama de Bellas Artes.

## Trayectoria

### Orígenes
Amalia Hernández fue hija de Lamberto Hernández, político mexicano que encabezó en 1931 el entonces Departamento del Distrito Federal y de su esposa Amalia Navarro. Ingresó a la Escuela Normal Superior para formarse como maestra, como su madre; sin embargo abandonó dichos estudios por su inclinación a la danza.

### Estudios
Su primera formación la recibió de los bailarines de ballet Nesly Dambré e Hipólito Zybin. En 1934, ingresó a la Escuela Nacional de Danza, fundada apenas dos años antes y dirigida por Nellie Campobello. Estudió en la Academia de la Danza Mexicana, fundada en 1947 como parte del Instituto Nacional de Bellas Artes, donde también fue profesora, bailarina y coreógrafa. Su anhelo fue la institución impulsara la profesionalización de los bailarines en todas las ramas de la danza, y colaboró en la fundación del Ballet Nacional de México, dirigido por Guillermina Bravo.
Dos años después, Amalia Hernández fundó el Ballet Moderno de México y el Ballet de México, que son la simiente del Ballet Folklórico de México, creado de manera oficial en 1952 y que tiene como base fundamental la investigación antropológica.  Es uno de los emblemas del arte de la danza de México y su principal legado.
Asimismo, estudió ballet con las maestras Anna Sokolow y Waldeen von Falkenstein. Otros importantes instructores suyos fueron Encarnación López Júlvez, Tessy Marcué y Xenia Zarina. Fue pionera en el desarrollo del ballet folclórico propiamente dicho, que recogió las corrientes de baile popular regionales en un México multicultural y que se caracteriza por una gran diversidad de manifestaciones artísticas.
Por su experiencia de bailarina, profesora y coreógrafa, en 1952 Hernández comienza con la idea de formar su propia compañía de danza, con la inquietud de ocho bailarines comienza el Ballet Moderno de México, donde dirigía y realizaba las coreografías de las presentaciones. Las galas se fueron sumando, el plantel llegó a componerse de veinte miembros y las convocatorias de presentaciones se inician en el extranjero. El ballet representó a México en los Juegos Panamericanos de 1959 en Chicago, a partir de allí comienza a de denominarse Ballet Folklórico de México.
Por su actuación en los Juegos Panamericanos de Chicago, la revista ‘Life’ le dedicó una portada a Amalia, «y el entonces presidente del país, Adolfo López Mateos, ofreció a la coreógrafa el apoyo necesario para crear uno de los mejores ballets del mundo para México. Desde entonces, el grupo de Amalia Hernández fue programado semanalmente para presentar su espectáculo en el Palacio de Bellas Artes, que comenzó a ofrecer funciones dominicales, lo que se sigue realizando en la actualidad».
En 1974 fue una de las colaboradoras principales para la creación del Grupo Experimental de Danza Moderna BFM, creado por Graciela Henríquez con el propósito de presentar música y danza contemporáneas. 
Amalia, además de su labor en ese grupo, contribuyó con el apoyo a la danza ofreciendo conferencias, presentaciones y cursos, en los cuales participaron reconocidos bailarines y diferentes grupos de danza folklórica del país. Por este gran esfuerzo, en 1979, le rindieron homenaje en el V Festival Hispano Mexicano de Música Contemporánea, en presencia del entonces presidente de la República, José López Portillo.

## Vida privada
Contrajo matrimonio el 26 de mayo de 1937 con el abogado laboral y poeta Rafael López Malo, con quien tuvo una hija, Norma López Hernández, quien la acompañó en la dirección del Ballet Folklórico de México, madre de Salvador López López, actual director general del Ballet Folkórico de México. Posteriormente, se casó el 7 de octubre de 1944 con el destacado académico y diplomático mexicano José Luis Martínez Rodríguez, con quien tuvo un hijo, el embajador José Luis Martínez y Hernández. Su tercer esposo fue Luis de Llano Palmer, productor y creador de Telesistema Mexicano, junto a Emilio Azcárraga Vidaurreta. Se casó en cuarta ocasión con Joaquín Basanta, escritor y militante argentino, compañero del "Che" Guevara, formador de los sandinistas y cercano al presidente Juan Bosch, de República Dominicana. Con él tuvo una hija, Viviana Basanta Hernández, actual directora artística del Ballet Folklórico de México.

## Legado
La creación y desarrollo del ballet folclórico mexicano ideado por Hernández llega hasta hoy en día, el Ballet Folklórico se ha presentado ante 22 millones de personas. Hernández siguió muy de cerca su evolución hasta 2000, cuando murió, dejando su legado a sus hijas y nieto.

### Reconocimientos
El 19 de septiembre del 2017, al cumplirse el primer centenario de su nacimiento, Google la homenajeó con un Doodle en su portada.

## Nota y referencias
1. ↑  Fernández de Calderón, Cándida (coord.) (2013). El ballet folklórico de Amalia Hernández (2a. ed. edición). Fomento Cultura Banamex, A.C. p. 100. ISBN 9786077612643.
2. 1 2  Tortajada Quiroz, Margarita (febrero del 2002). «Amalia Hernández: audacia y fuerza creativa». Revista Casa del Tiempo. Universidad Autónoma Metropolitana.
3. 1 2 3  López, Alberto (19 de septiembre de 2017). «Amalia Hernández, la embajadora de los bailes tradicionales mexicanos». El País. Consultado el 5 de noviembre de 2020.
4. ↑  «5 bailarines mexicanos que han destacado a nivel mundial». Expansión. 29 de abril de 2019. Consultado el 24 de noviembre de 2020.
5. ↑  «Amalia Hernández y la historia del Ballet Folklórico de México». Alto Nivel. 24 de mayo de 2019. Consultado el 5 de noviembre de 2020.
6. 1 2  Salza, César (18 de septiembre de 2017). «Amalia Hernández ¿Por qué tiene un doodle de Google?». CNET en Español. Consultado el 5 de noviembre de 2020.
7. ↑  «100.º aniversario del nacimiento de Amalia Hernandez». www.google.com. 19 de septiembre de 2017. Consultado el 5 de noviembre de 2020.